# Kunsthaus Graz
Het Kunsthaus Graz is een kunsthal in de stad Graz in de Oostenrijkse deelstaat Stiermarken. Het Kunsthaus maakt deel uit van het museumcomplex Universalmuseum Joanneum.

## Het gebouw
De expositieruimte voor moderne en hedendaagse kunst werd ter gelegenheid van Graz Culturele hoofdstad van Europa 2003 gebouwd naar een, in niets op andere kunstgebouwen lijkend, ontwerp van de architecten Peter Cook en Colin Fournier. Het is geen White Cube, en het gebouw onderscheidt zich ook duidelijk van het door rode daken gekenmerkte Barokke Graz, door zijn unieke vorm en materiaalgebruik. De architectuur sluit alleen aan bij de gevel van het in 1847 gebouwde Eiserne Haus. Het grote gebouw, dat door de architecten een Friendly Alien werd genoemd, geldt inmiddels als een symbool van de stad Graz.

## Fotogalerij

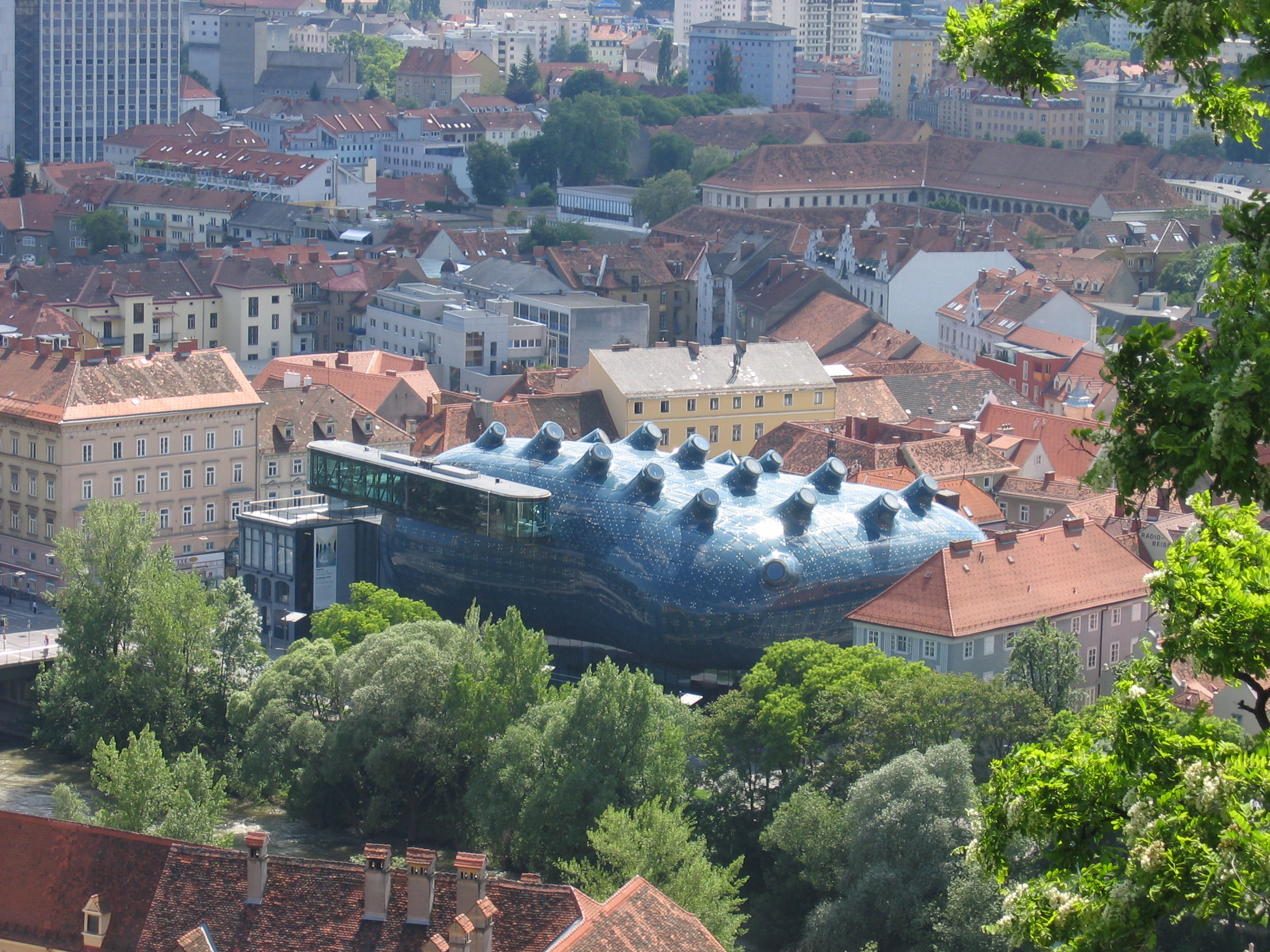
Friendly Alien
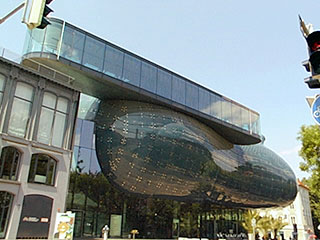
Kunsthaus Graz met links het Eiserne Haus
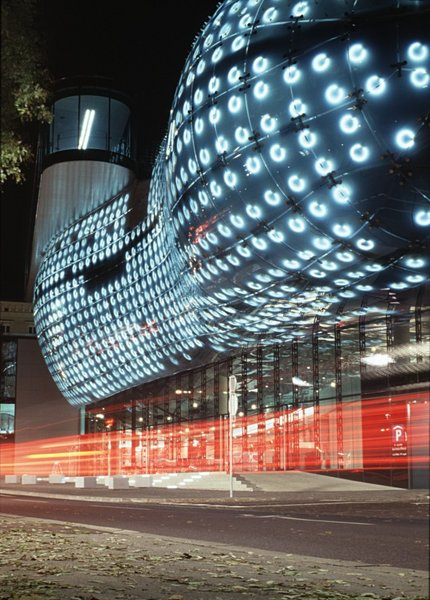
BIX Medien-gevel
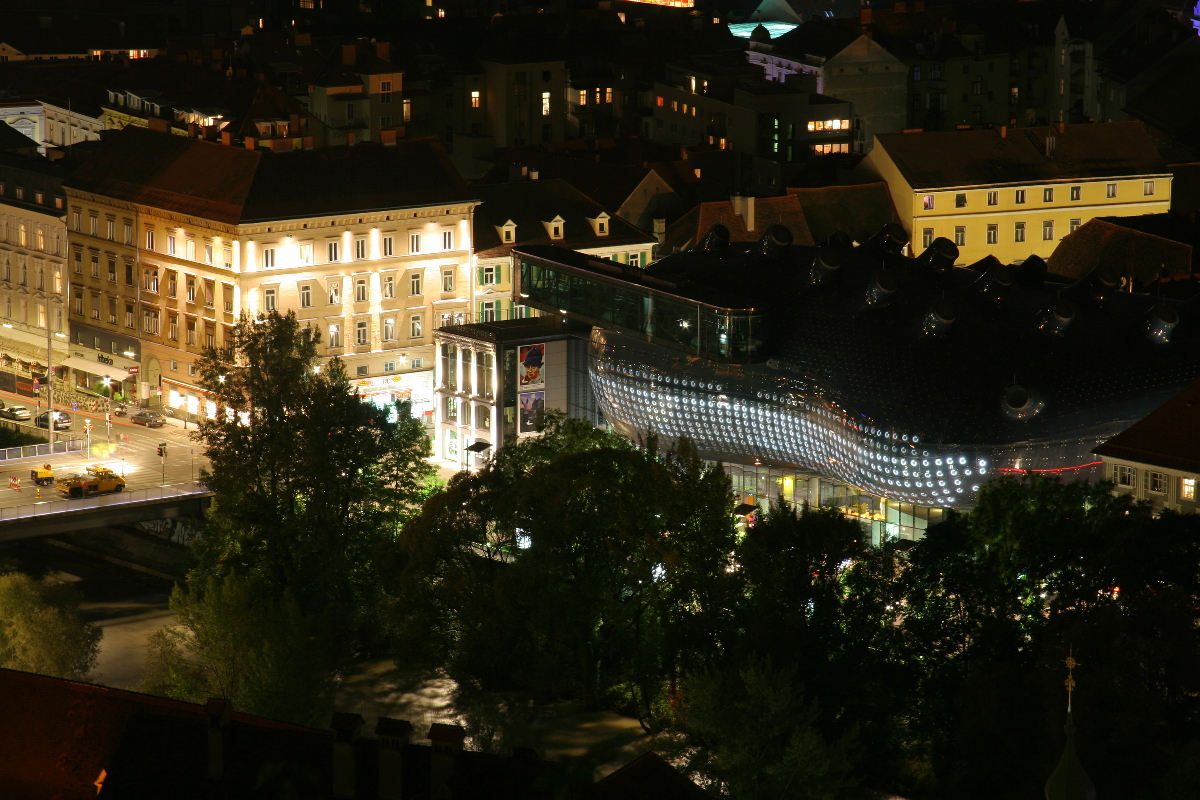
Gezicht bij nacht op het Kunsthaus vanaf de Schlossberg
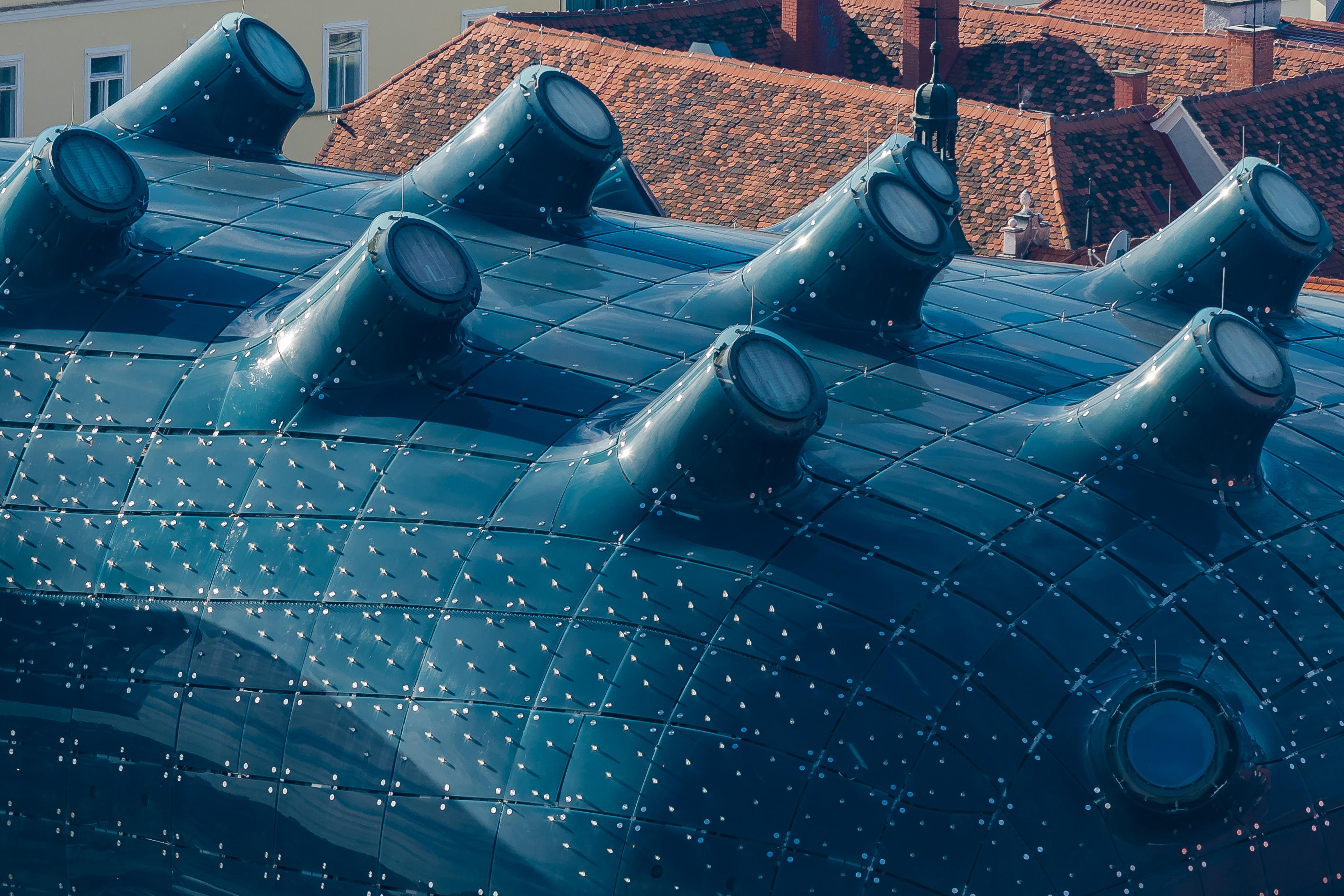
Close-up van het dak